# 흑기러기속
흑기러기속은 오리과의 한 속이다. 흑기러기, 붉은가슴기러기, 흰얼굴기러기 등이 속해 있다.

## 하위 종
- 흑기러기
- 붉은가슴기러기
- 하와이기러기
- 큰캐나다기러기
- 흰얼굴기러기
- 캐나다기러기